# Qanatê Kurdo

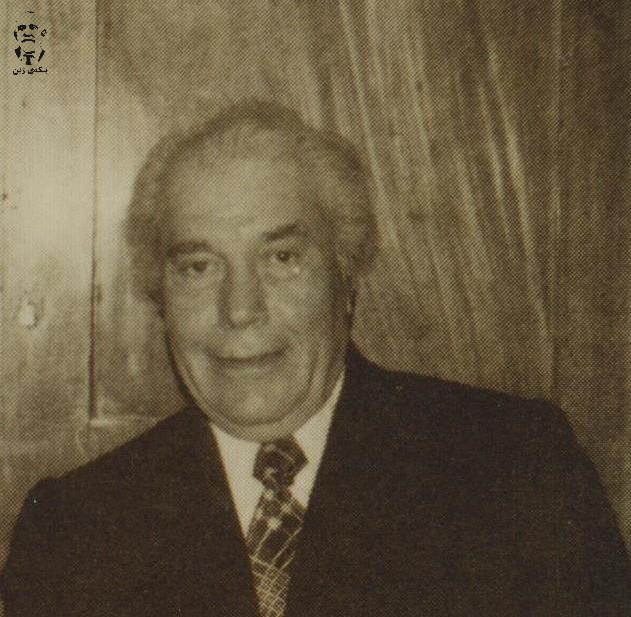
Qanate Kurdo

Qanatê Kurdo oder auch Kanat Kalaschewitsch Kurdojew (kurdisch-lateinisch Qanat Kûrdoev, russisch Канат Калашевич Курдоев; * 1909 in Susuz, Gebiet Kars; † 31. Oktober 1985 in Leningrad) war ein kurdischer Autor, Sprachforscher und Akademiker.

## Leben
Er wurde in dem Dorf Susuz (kurdisch Cilawûz) in der heutigen türkischen Provinz Kars geboren. Damals war Kars Teil des Russischen Zarenreiches. Durch die Wirren des Ersten Weltkrieges floh seine Familie 1918 nach Armenien und von dort weiter nach Tiflis. Er besuchte eine kurdische Schule in Tiflis. Viele berühmte kurdische Autoren der Sowjetunion wie z. B. Dr. Çerkez Bakayêv besuchten diese Schule. 1928 ging er nach Leningrad (heute St. Petersburg), um seine Studien fortzusetzen. Dort besuchte er die Fakultät für Sprache, Geschichte und Literatur an der Universität Leningrad. 1941 erlangte er dort seinen Doktortitel. Nach dem Zweiten Weltkrieg begann er, Kurdologie und kurdische Sprache an der Fakultät der „Orientalischen Studien“ zu lehren. 1959 wurde ein Lehrstuhl der Kurdologie gegründet, dessen Leiter ab 1961 Kurdo wurde. Am 31. Oktober 1985 starb er in Leningrad.

## Werke
Qanatê Kurdo schrieb mehr als 100 Monographien, Bücher und Artikel über die kurdische Sprache, Geschichte und Folklore. Außerdem bildete er mehr als 20 Kurdologen aus.

### Über die kurdische Sprache
- Грамматика курдского языка (курманджи): фонетика, морфология (Grammatika kurdskogo jazyka (kurmandschi): fonetika, morfologija, Die Grammatik der kurdischen Sprache: Phonetik, Morphologie), Moskau 1957.
- Курдско-русский словарь (Kurdsko-Russki Slovar, Kurmandschi-Russisches Wörterbuch), Moskau 1960.
- mit Z. A. Yusupova: Курдско-русский словарь (сорани) (Kurdsko-Russki Slovar (Sorani), Sorani-Russisches Wörterbuch), Moskau 1983.
- Грамматика курдского языка на материале  курмандши и сорани  (Grammatika kurdskogo jazyka na materiale dialektow kurmandschi i sorani, Der Vergleich der Grammatik der kurdischen Dialekte Kurmandschi und Sorani), Moskau 1978.